# Vikoskløften
Vikoskløften (græsk: Φαράγγι του Βίκου) er en kløft i Pindus-bjergene i det nordvestlige Epirus i Grækenland. Den er  næsten 10 km lang, afgrænset i vest af Stouros-bjergkæden og i øst af Tymfi-bjergkæden (især omkring Astraka-toppen) fra landsbyen Monodendri til landsbyen Vikos eller Papingo sydvest for bækken  Konitsa. Floden Vikos strømmer gennem kløften og løber ved nordenden af kløften sammen med andre kildefloder, for at danne floden Voidomatis.
Oplysningerne om kløftens maksimale dybde er forskelligartede og varierer mellem 600 m og næsten 1.000 m. Den er optaget i Guinness Book of Records som den dybeste kløft i verden, hvor forholdet mellem dybde og bredde defineres som det afgørende kriterium.
Nordøst for landsbyen Monodendri møder sidekløften Megas Lakkos den faktiske Vikos-kløft, der kommer fra Tymfi-massivet fra øst. Overfor dette møde mellem de to kløfter ligger udsigtspunktet  Ochia.

## Flora og fauna
På trods af stigende turisme er landskabet stadig næsten uberørt og er hjemsted for en usædvanlig rigdom af flora og fauna. Gribbe og ørne, der yngler på de stejle klipper i kløften, er almindelige her. Bjørne, ulve og vildkatte lever også her.

## Turisme
Vikos-kløft er en del af Vikos-Aoos Nationalpark. Den er kendt som en destination for vandreture. Et andet velkendt udsigtspunkt er Veli-klippen nær Vradeto. Herfra kan man se begge kløfter. Klipperne falder lodret i flere hundrede meter.